# Burgstall Horgauergreut
Der Burgstall Horgauergreut bezeichnet eine abgegangene mittelalterliche Niederungsburg etwa 70 Meter westnordwestlich der Kirche St. Maria Magdalena in Horgauergreut, einem heutigen Ortsteil der Gemeinde Horgau im Landkreis Augsburg in Bayern.
Vermutlich wurde die Burg von Herren von Gereut, die von 1290 bis Anfang des 15. Jahrhunderts genannt werden, erbaut. 1290 wird ein „milites de Gerrvt“ genannt. 1461 wurde die Burg durch die Augsburger zerstört.
Von der ehemaligen Burganlage sind keine baulichen Reste erhalten. Nur der Halsgraben ist noch teilweise erhalten und im Osten ist ein kleiner Randwall vorgelagert.